# Bapelle
Bapelle is een bestuurslaag in het regentschap Sampang van de provincie Oost-Java, Indonesië. Bapelle telt 3810 inwoners (volkstelling 2010).